# Hyperplatys argentina
Hyperplatys argentina là một loài bọ cánh cứng trong họ Cerambycidae.